# Memory Banda
Memory Banda, née le 24 septembre 1996, est une militante malawienne des droits de l'enfant, qui a attiré l'attention internationale par son combat contre les mariages forcés de jeunes filles. 

## Biographie
Elle naît en 1996 dans le district de Mzimba , et grandit dans le district de Chiradzulu. Son père meurt quand elle a quatre ans, et elle est élevée par sa mère. Bien qu'elle ait grandi dans une famille monoparentale, Memory milite contre les pratiques de mariage précoce dans sa communauté. Le point de départ de cette activité militante est le mariage forcé de sa sœur Mercy, à l'âge de 11 ans, après être tombée enceinte lors d'une cérémonie d'initiation,.
Cet événement familial n'est pas un cas isolé. En 2014, Human Rights Watch signale ainsi qu'« une fille sur deux au Malawi, en moyenne, est mariée avant son 18e anniversaire »,. Memory Banda décide de prendre la parole au niveau communautaire, et national. Elle a également l'opportunité d'intervenir à un niveau international, notamment en présentant un exposé en conférence TED,, en prenant la parole devant la 59e Commission de la condition de la femme des Nations unies, et au Forum sur la liberté d'Oslo. Dans son pays, elle plaide pour que les chefs traditionnels formulent des règlements qui protègent les filles et, au niveau national, pour que l'âge légal minimum pour le mariage soit porté de 15 à 18 ans. Son action conjuguée avec d'autres conduisent à ce que la loi soit modifiée pour reconnaître 18 ans comme l'âge minimum légal du mariage au Malawi. Mais elle reste préoccupé par l'application effective de la loi et elle continue à plaider pour la jeune fille à l'autonomisation. Elle crée le Réseau pour l'autonomie des filles du Malawi (GENET ou Girls Empowerment Network) et les Let Girls Lead girls community groups dans le but de maintenir les filles à l'école et de les sensibiliser à leurs droits,. Elle collabore également à un projet où des jeunes filles partagent le récit de leurs expériences, leurs rêves et leurs défis par différentes formes d'art et de théâtre.
En 2021, elle apparait dans le film documentaire Bigger Than Us,.